# Frankenstein '80
Pour plus de détails, voir Fiche technique et Distribution.
Frankenstein ’80 (aussi connu sous le titre Mosaïc) est un film italien d'horreur de 1972, réalisé par Mario Mancini (it).

## Synopsis
Le professeur Frankenstein parvient à l'aide de greffes d'organes et d'un sérum anti-rejet d'organes à créer un monstre-composite nommé Mosaïco. Ce monstre devient hors de contrôle par manque de sérum antilymphocytaire Schwarz. Plus tard, Mosaïco s'introduit dans le laboratoire du professeur Frankenstein. Du coup, il détruit sans le savoir le stock de sérum anti-rejet d'organes qui est absolument nécessaire pour la survie de la créature. Celle-ci tue alors brutalement toutes les personnes qui ont le malheur de se trouver sur son passage.

## Fiche technique
- Titre : Frankenstein ’80
- Réalisation : Mario Mancini (it)
- Scénario : Ferdinando De Leone et Mario Mancini (it)
- Musique : Daniele Patucchi
- Photographie : Emilio Varriano
- Montage : Enzo Micarelli
- Production : Benedetto Graziani et Renato Romano
- Société de production : M.G.D. Film
- Pays :  Italie
- Genre : Horreur, science-fiction
- Durée : 85 minutes
- Dates de sortie : 
  -  Italie : 12 décembre 1972

## Distribution
- John Richardson : Karl Schein
- Gordon Mitchell : Le professeur Otto Frankenstein
- Bob Fiz : Le docteur Schwarz
- Xiro Papas : Mosaïco, le monstre
- Renato Romano : Schneider, le policier changé d'enquêter sur les meurtres
- Dada Gallotti : Bouchère
- Marisa Traversi : une prostituée
- Dalida Di Lazarro : Sonia
- Luigi Bonos : un clochard